# Lăki
Lăki (in bulgaro Лъки?) è un comune bulgaro situato nella Regione di Plovdiv di 3 555 abitanti (dati 2009). La sede comunale è nella località omonima.

## Località
Il comune è formato dall'insieme delle seguenti località:
- Lăki (sede comunale)
- Balkan mahala
- Belica
- Borovo
- Četroka
- Čukata
- Drjanovo
- Džurkovo
- Jugovo
- Krušovo
- Lăkavica
- Manastir
- Zdravec